# Borsa di Zagabria
Lo Zagreb Stock Exchange (abbreviato ZSE), in croato Zagrebačka Burza, è la borsa valori croata con sede a Zagabria.

## Capitalizzazione
- 2009 - circa 184 miliardi di kune